# Албано-венецианская война (1447—1448)
Албано-венецианская война (1447—1448) (ит. Guerra veneziano-albanese) — конфликт между венецианскими и османскими войсками с одной стороны и албанцами под руководством Георгия Кастриоти Скандербега. 
Война стала результатом спора между венецианцами и знатной албанской семьей Дукаджини по поводу владения крепостью Дагнум (Дань). Скандербег, союзник семьи Дукаджини, выступил против нескольких городов, удерживаемых венецианцами, вдоль албанского побережья, чтобы оказать давление на венецианцев с целью вынудить их сдать Дагнум. В ответ венецианцы направили местные войска для освобождения осажденного Дагнума и призвала Османскую империю направить экспедиционные войска в Албанию. Одновременно османы осаждали Светиградскую крепость, ослабляя силы Скандербега.
Возглавляемая Скандербегом Лежская лига одержала победу над венецианскими войсками и османской экспедицией. Албанцы разбили венецианцев 23 июля 1448 года у ворот Скутари и османов три недели спустя, 14 августа 1448 года, в битве при Оранике. После этого Венеция лишилась почти всех солдат, способных защищать её интересы в Албании. В результате Лига вскоре подписала мир с Венецианской республикой, продолжив войну против Османской империи. После войны Венеция больше не противодействовала Скандербегу, позволив ему сосредоточить свои силы в войне с османами.

## Предыстория
В 1444 году Скандербегу удалось объединить главных албанских князей в Лежскую лигу, сформировав конфедерацию всех албанских княжеств. Однако в альянсе зародились конфликты, когда Николай Дукаджини, член влиятельной североалбанской семьи Дукаджини, в засаде убил Леку Захарию Алтисфери, князя Дагнума и члена Лиги. У Захарии не было детей, и Дукаджини тем самым смог заполучить контроль над Дагнумом.
Дукаджини и Захария спорили о том, кто должен жениться на Ирине Душмани, единственной дочери Леки Душмани, правителя Задримы. В 1445 году албанские князья были приглашены на свадьбу младшей сестры Скандербега Мамики. Ирина также прибыла на свадьбу. Дукаджини публично попросил руки Ирины, но пьяный Захария напал на него. Некоторые князья пытались остановить драку, но это привело только к росту числа её участников. Несколько человек погибли и получили увечья. Дукаджини и Захария не пострадали, но после этого события Дукаджини был морально оскорблен.
Последовавшее убийство Захарии оставило его княжество без наследника. В результате его мать передала крепость венецианцам. Скандербег призвал венецианских послов вернуть Дагнум (вместе с Сати, Гладри и Душмани, которые также были заняты Венецией) под контроль Лиги, поскольку он охранял важный торговый путь, но Венеция отказалась и Скандербег начал готовиться к войне против Республики.
Вскоре Лига направила посланников к своим соседям, правителю Зеты Стефану I Черноевичу и сербскому деспоту Георгию Бранковичу. Бранкович также спорил с Венецией по поводу княжества Зета и выразил готовность помочь Скандербегу против Республики, но отказался воевать против Османской империи. Венецианцы послали посла в Скандербегу, предложив ему 1000 дукатов в обмен на отказ от претензий на Дагнум и обещание обеспечить безопасность торговых путей. Скандербег, однако, отказался принять предложение, и подготовка к войне продолжилась. Против войны с Венецией выступили семьи Спани и Душмани.

## Начало кампании
В декабре 1447 года, после того, как Врана Конти оставил контингент в количестве от трех до четырёх тысяч солдат для охраны границы на случай османского вторжения, Скандербег выдвинулся к Дагнуму с силой из 14 000 человек. Он предложил гарнизону сдаться, но, получив отказ, осадил крепость. Чтобы оказать давление на венецианцев, Скандербег также повернулся к Дурресу и отрезал город от ресурсов и торговли. Этот шаг заставил Венецию направить в Дуррес две галеры, которые первоначально направлялись на Крит, чтобы наблюдать за происходящими там событиями.
К тому времени Венеция относилась к Скандербегу как к мятежному османскому вассалу, поэтому 4 марта 1448 года любому, кто убьет Скандербега, была обещана пожизненная пенсия в размере 100 золотых дукатов в месяц. В мае османские войска осадили Светиград, создав давление на Скандербега. 27 июня 1448 года Венеция отправила Андреа Веньера, коменданта замка Розафа в Скутари и проведитора Венецианской Албании, чтобы попытаться убедить османов вторгнуться в Албанию. После этого Венеция также отправила Веньера на встречу со Скандербегом, чтобы убедить его прекратить военные действия, а также попыталась поссорить клан Дукаджини со Скандербегом. Несмотря на меры, предпринятые венецианцами, Скандербег прибыл с войсками к Скутари. Одновременно осада Дагнума продолжалась с силой в 4 000 албанских солдат.

## Битва за Дрин и вторжение османов
23 июля 1448 года Скандербег пересёк реку Дрин с 10 000 человек, встретив венецианские войска из 15 000 человек под командованием Даниэля Юричи, губернатора Скутари. Венецианские войска состояли в основном из местных наёмников, образующих центр линии Юричи. В их число входили войска под командованием прониаров — Койи и Андреаса Хумоя, Симеона Вулката, Василия Угрина, семья Запа (Йована и его брата), семья Педантари (семи братьев Педантари), семья Монета (троих сыновей Райко Монеты), семья Малонши (Петара с двумя сыновьями) и Буши Сорни. Юричи находился на левом фланге со своими далмацкими отрядами, в то время как правое было составлено из итальянцев. Скандербег лично командовал правым крылом своей армии, находясь прямо напротив Юричи. Центром армии Скандербега командовал Тануш Топия, а левым флангом — Моис из Дибры.
Скандербег начал битву, приказав отрядам лучников открыть огонь по венецианской линии. Вскоре албанское правое крыло выдвинулось навстречу противнику, и ему удалось оттеснить венецианское левое крыло, в то время как центр и правый фланг теснили венецианские центр и левый фланг. Албанцам удалось прорвать построение противника, что вызвало беспорядок в рядах венецианцев. Битва продолжалась в течение нескольких часов, пока большие группы венецианских войск не начали бегство. Скандербег, увидев бегущих противников, приказал начать полномасштабное наступление, полностью разгромив венецианскую армию. Солдаты Республики бежали в крепость Скутари, после чего Скандербег провел венецианских пленных под её стенами.
Венецианцы потеряли 2500 человек убитыми и 1000 пленными. Армия Скандербега потеряла всего 400 солдат, в основном на своем правом фланге. Венецианское присутствие в Албании было ослаблено, а гарнизоны в городах поредели.
Далее Скандербег отступил из области, чтобы отразить вторжение Османской империи. Перед отбытием он оставил гарнизон в форте Балеч (Бальша) возле Дагнума под командованием Марина Спани. Андреа Веньер приказал захватить Балеч после ухода Скандербега, вынудив Марина Спани эвакуировать форт. Затем Веньер сжег его до основания. В отместку Хамза Кастриоти, один из албанских князей, напал на близлежащую венецианскую крепость со своими небольшим отрядом, но потерпел поражение.
Несмотря на эти неудачи, Скандербег сосредоточился на кампании против османского вторжения, призванного венецианцами. В битве при Оранике в августе 1448 года османские экспедиционные силы были разбиты, а османский командир Мустафа-паша попал в плен. Далее потеря Балеча вынудила Скандербега продолжить рейд на венецианскую территорию.

## Итоги
Угроза Дурресу, Скутари и Дагнуму и победа албанской армии над османами вынудили венецианцев отправить Андреа Веньера на мирные переговоры со Скандербегом. Переговоры проходили в Алессио (Леже), и 4 октября 1448 года Скандербег и Георгий Арианити подписали мир от имени албанских князей. Подписавшиеся согласились, что Венеция сохранит Дагнум. Взамен венецианцы предоставили Скандербегу ежегодную пенсию в размере 1400 дукатов и ежегодное освобождение от уплаты налогов на 200 возов соли из Дурреса. Было также достигнуто соглашение об установлении торговых привилегий между Арианити, союзниками Скандербега, и Венецией. Кроме того, Венеция пообещала Скандербегу убежище на случай, если он будет изгнан из Албании, и две алые тоги были переданы Скандербегу в обмен на двух соколов из Албании. Тем не менее, стороны продолжали обмениваться угрозами, неофициальные мелкие стычки продолжились.
Остерегаясь Скандербега, Венеция более открыто не бросала ему вызов. Ещё один договор был подписан в 1463 году, когда Венеция вступила в войну с турками. Однако мир между османами и Скандербегом не был заключен до 1463 года, пока не началась османско-венецианская война. Во время албано-венецианской войны османы взяли Светиград после нескольких месяцев осады. Отсюда они могли беспрепятственно нападать на Албанию.